# 1829
- Wikisource

| Calendário gregoriano                                                        | 1829 MDCCCXXIX                      |
| Ab urbe condita                                                              | 2582                                |
| Calendário arménio                                                           | 1278 – 1279                         |
| Calendário bahá'í                                                            | -15 – -14                           |
| Calendário budista                                                           | 2373                                |
| Calendário chinês                                                            | 4525 – 4526 Início a 4 de fevereiro |
| Calendário copta                                                             | 1545 – 1546                         |
| Calendário etíope                                                            | 1821 – 1822                         |
| Calendários hindus - Vikram Samvat - Calendário nacional indiano - Cáli Iuga | 1884 – 1885 1750 – 1751 4929 – 4930 |
| Calendário Holoceno                                                          | 11829                               |
| Calendário islâmico                                                          | 1245 – 1246                         |
| Calendário judaico                                                           | 5589 – 5590                         |
| Calendário persa                                                             | 1207 – 1208 Início a 21 de março    |
| Calendário rúnico                                                            | 2079                                |
| Calendário solar tailandês                                                   | 2372                                |

1829 (MDCCCXXIX, na numeração romana)  foi um ano comum do século XIX do actual Calendário Gregoriano, da Era de Cristo, e a sua letra dominical foi D (53 semanas), teve início a uma quinta-feira e terminou também a uma quinta-feira.
| Ano completo                        |
| ----------------------------------- |
| Ano comum com início à quinta-feira |

## Eventos
- Fundação da cidade de Perth, na Austrália.
- Assinado, em Edirne, o tratado que reconhece a Grécia independente do Império Otomano.
- Chega à Praia da Vitória, no contexto da Guerra Civil Portuguesa (1828-1834), a expedição sob o comendo do marechal duque de Saldanha, encontrando a baía bloqueada pelos navios de guerra ingleses "Ranger" e "Nimrod", que o obrigaram a retirar, depois da troca de várias cartas entre os comandantes.
- A Junta Provisória em Angra, condena à morte cinco chefes do partido de D. Miguel, que se achavam fugidos, pondo a prémio as suas cabeças.
- A Junta Provisória mandou recolher a prataria e os sinos das igrejas (Sé catedral de Angra incluída), exceto o estritamente necessário ao culto, e enviar os metais à Casa da Moeda então estabelecida na Fortaleza de São João Baptista, de Angra para fundir moeda - os "malucos" de 80 réis.

### Abril
- 5 de abril
  - Extinção da Junta Provisória de Angra do Heroísmo e nomeação do Conde de Vila Flor no cargo de capitão-general das ilhas dos Açores;
  - Nomeação do Conde de Vila Flor no cargo de comandante-em-chefe da força armada que guarnecia a ilha Terceira, Açores.
- 21 de abril - Nomeação do major Bernardo de Sá Nogueira no cargo de chefe do estado maior na ilha Terceira, Açores.

### Junho
- 22 de junho - Chegada do Conde de Vila Flor à ilha Terceira, Açores.

### Agosto
- 11 de agosto - Batalha em Vila da Praia, ilha Terceira entre liberais e miguelistas que culminou com a victória dos primeiros.
- 11 de Agosto - No contexto da Batalha em Vila da Praia, foi afundada a tiro de canhão, dentro da Baía da Praia da Vitória, uma lancha de desembarque. Neste acontecimento morreram 120 granadeiros.
- 9 de Agosto - Fundação da cidade de Socorro, SP/Brasil [1]

### Setembro
- 16 de setembro - Instituição da Capitania-geral dos Açores em Ponta Delgada, ilha de São Miguel, Açores.

### Outubro
- 15 de outubro - Chegada de Amélia de Beauharnais no Brasil.
- Falência do Banco do Brasil no Brasil

## Nascimentos
- 3 de Janeiro - Konrad Duden, botânico alemão (m. 1911)[carece de fontes?]
- 4 de Janeiro - Tito Franco de Almeida, político brasileiro (m. 1899)
- 17 de Janeiro - Catherine Booth (m. 1890)[carece de fontes?]
- 21 de Janeiro - Rei Oscar II da Suécia e Noruega (m. 1907)
- 2 de Fevereiro - Alfred Brehm, zoólogo alemão (m. 1884)[carece de fontes?]
- 26 de Fevereiro - Levi Strauss, estilista norte-americano (m. 1902)
- 2 de Março - Carl Schurz, revolucionário alemão e estadista americano (m. 1906)[carece de fontes?]
- 19 de Março - Carl Frederik Tietgen, industrialista dinamarquês (m. 1901)[carece de fontes?]
- 19 de Abril - Qorpo Santo, dramaturgo brasileiro.
- 1 de Maio - José de Alencar, escritor romancista e político brasileiro (m. 1877)
- 8 de Junho - John Everett Millais, um dos fundadores da Irmandade Pré-Rafaelita (m. 1896).
- 16 de Junho - Geronimo, líder apache (m. 1909)
- 14 de Julho - Edward White Benson, Arcebispo de Canterbury (m. 1896)[carece de fontes?]
- 26 de Julho - Auguste Marie Francois Beernaert, estadista belga, ganhador do Nobel da Paz (m. 1912)
- 7 de Setembro - Friedrich August Kekulé von Stradonitz, químico alemão (m. 1896)
- 3 de Outubro - Sigismund von Schlichting, general prussiano (m. 1909)[carece de fontes?]
- 5 de Outubro - Chester A. Arthur, 21º presidente dos EUA (m. 1886)

## Mortes
- 10 de Fevereiro - Papa Leão XII, (n. 1760)
- 6 de Março - Francisco Stockler, político, militar e matemático português (n. 1759)
- 6 de Abril - Niels Henrik Abel, matemático norueguês (n. 1802)
- 10 de Maio - Thomas Young, físico, médico e egiptólogo britânico (n. 1773).
- 29 de Maio - Humphry Davy, químico inglês (n. 1778)

## Por tema
- 1829 na arte
- 1829 no Brasil
- 1829 na ciência
- 1829 na literatura
- 1829 na música
- 1829 na política